# Mamagal
Mamagal – według „Sumeryjskiej listy królów” trzeci władca tzw. II dynastii z Kisz. Dotyczący go fragment brzmi następująco:
„Mamagal (z Kisz), marynarz, panował przez 360 lat”.